# Amalrik II. Jeruzalemski
Amalrik II. (lat. Aimericus; fr. Amaury de Lusignan; grč. Αμωρί) (?, prije 1155. – ?, 1. travnja 1205.), jeruzalemski kralj (1197. –1205.) i prvi ciparski kralj (1194. – 1205.), iz francuske velikaške obitelji Lizinjan. Bio je stariji brat križarskog vođe i jeruzalemskog kralja Gvida Lizinjanskog koje je vladao Jeruzalemskim Kraljevstvom iure uxoris do smrti supruge, kraljice Sibile 1190. godine.

## Životopis
Rodio se u bogatoj francuskoj feudalnoj obitelji Lizinjan, koja je u to vrijeme bila utjecajna među križarima i više je njenih članova sudjelovalo u križarskim ratovima. Otac mu je bio Hugo VIII. Lizinjanski koji je poginuo u Svetoj zemlji između 1165. i 1170. godine, a majka Burgundija od Rancona. Bio je peti od sedmorice sinova u obitelji te kao takav nije mogao računati na nasljeđivanje očevih posjeda, zbog čega se poput brata Gvida otisnuo u Svetu zemlju u borbu protiv muslimana.
Oženio je Ešivu od Ibelina, kćerku Balduina od Ibelina, jednog od najmoćnijih velikaša Jeruzalemskog Kraljevstva, što mu je omogućilo pristup kraljevskom dvoru. U travnju 1180. godine, njegov mlađi brat Gvido, oženio je jeruzalemsku princezu Sibilu, nakon čega je Amalrik postao nadzornik Jeruzalema. Prema zapisima Ernoula, štitonoše Baliana od Ibelina, Almarik je bio ljubavnik Agneze od Courtenayja, bivše supruge jeruzalemskog kralja Amalrika I. i majke jeruzalemskog kralja Balduina IV. (1174. – 1185.) i kraljice Sibile Jeruzalemske (1186. – 1190.).
Planirao je suradnju s Henrikom II. Šampanjskim koji je, preko braka s jeruzalemskom kraljicom Izabelom I. bio uire uxoris jeruzalemski kralj. Međutim, Henrik I. je umro 1197. godine, nakon čega se Amalrik oženio njegovom udovicom i postao preko braka novi jeruzalemski kralj. U međuvremenu je umro i njegov mlađi brat Gvido († 1194.) te je postao novi gospodar Cipra. Uskoro je postao vazal rimsko-njemačkog cara Henrika VI. koji mu je dodijelio naslov ciparskog kralja. Na taj način je Amalrik bio istodobno kralj dvaju različitih kraljevstava.
Kao jeruzalemski kralj održavao je mir s okolnim muslimanima. Na prijestolju na Cipru naslijedio ga je šestogodišnji sin Hugo, dok je jeruzalemsko prijestolje preuzela Izabela, ponovno kao samostalna vladarica.